# Elymnias bengena
Elymnias bengena är en fjärilsart som beskrevs av Hans Fruhstorfer 1907. Elymnias bengena ingår i släktet Elymnias och familjen praktfjärilar. Inga underarter finns listade i Catalogue of Life.